# Shooting Star
Shooting Star er den engelske version I Danmark er jeg født og blev udgivet ca. et år efter Natasja's debutalbum

## Spor
| #   | Titel                                | Producer(e)                                    | Længde |
| --- | ------------------------------------ | ---------------------------------------------- | ------ |
| 1.  | "Better Than Dem" (Feat. Beenie Man) | Pharfar                                        | 3:52   |
| 2.  | "Calabria 2008"                      | Pharfar                                        | 3:50   |
| 3.  | "Real Love" (Feat. Chappa Jan)       | Pharfar                                        | 3:33   |
| 4.  | "Uuuh Wee" (Feat. Mukupa)            | Pharfar                                        | 3:24   |
| 5.  | "One Night" (Feat. Lexxus)           | Stephen Greig                                  | 3:17   |
| 6.  | "Mr. X"                              | Pharfar                                        | 3:44   |
| 7.  | "One Love" (Feat. Little Hero)       | Pharfar                                        | 4:29   |
| 8.  | "45 Questions"                       | Mad Professor                                  | 3:49   |
| 9.  | "Silence Before The Storm"           | Collin "Bulby" York & Lynford "Fatta" Marshall | 4:05   |
| 10. | "Jamaica Too Nice"                   | Mad Professor                                  | 3:36   |
| 11. | "One Spliff A Day"                   | Pharfar                                        | 3:42   |
| 12. | "Mysterious" (Feat. Mukupa)          | Pharfar                                        | 4:10   |